# Schardenberg
Schardenberg – gmina targowa w Austrii, w kraju związkowym Górna Austria, w powiecie Schärding. Według Austriackiego Urzędu Statystycznego liczyła 2374 mieszkańców (1 stycznia 2015).